# Școala Gimnazială nr. 6 din Suceava

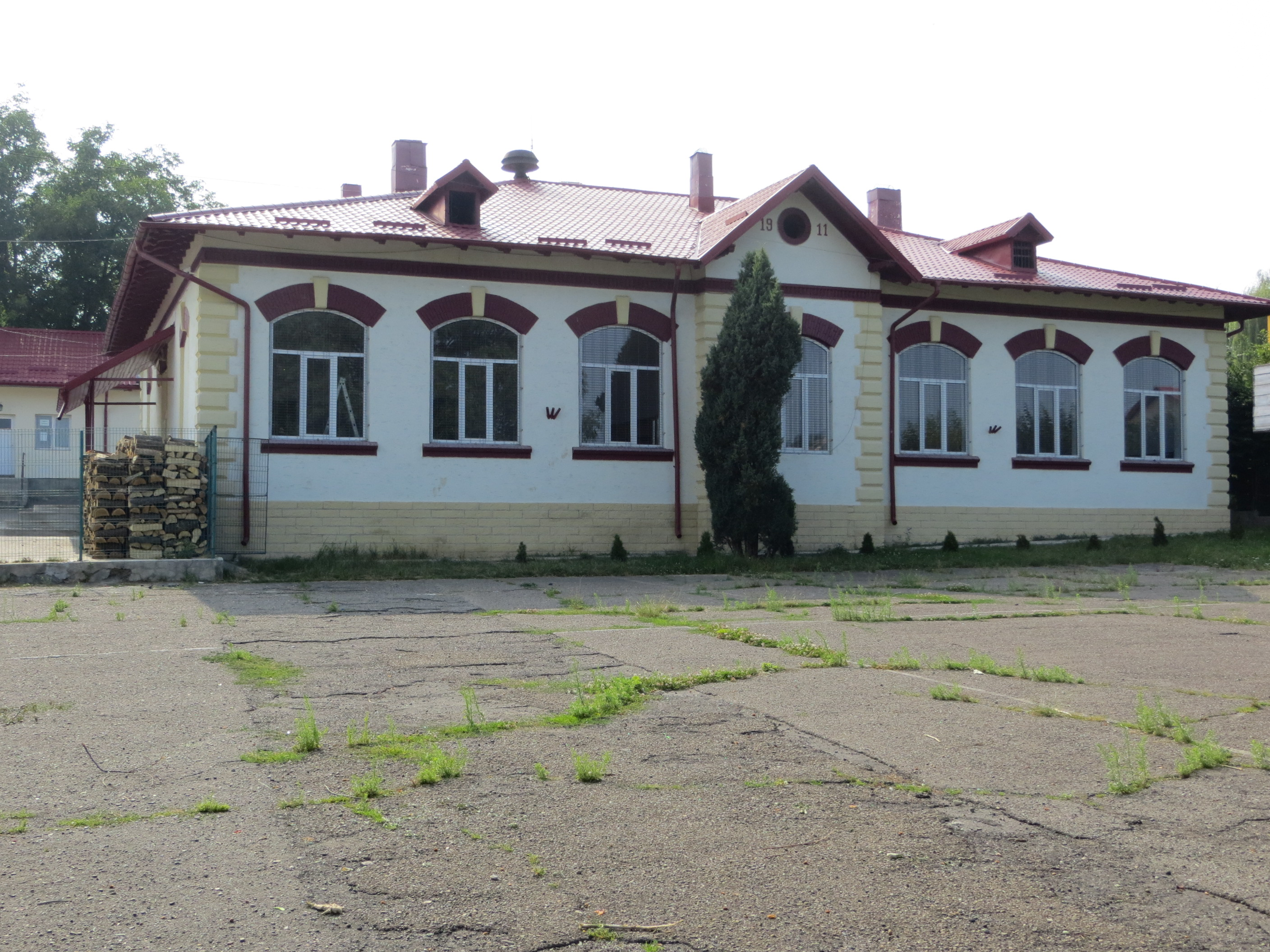
Școala Gimnazială nr. 6 din Suceava

Școala Gimnazială nr. 6 din Suceava este o instituție de învățământ primar și secundar inferior din municipiul Suceava, înființată în anul 1912 și reprezentând a doua școală ca vechime a fostei localități Burdujeni (devenită între timp parte componentă a Sucevei). În prezent, ea se află situată pe strada 22 Decembrie nr. 189, în cartierul Burdujeni-Sat.

## Istoric
Până în anul 1912, în comuna Burdujeni a existat o singură unitate de învățământ, „școala din târg”, care funcționa într-o clădire construită în 1902 și avea șase clase de băieți, în vreme ce fetele învățau în localul primăriei. La „școala din târg” erau înscriși și băieții din zona Burdujeni-Sat. În perioada 1911–1912, în această parte a localității este ridicată o clădire ce urma să găzduiască orele de curs ale Școlii Primare Mixte nr. 2, cunoscută și ca „școala din sat”. Imobilul este construit după un proiect elaborat în perioada în care ministru al învățământului era Spiru Haret, pe un teren aflat foarte aproape de Biserica Sfânta Treime, cu intrare din strada Arhiereu Scriban, astăzi strada Ștefan Luchian. Localul școlii este compus din patru mari săli de clasă, sala cadrelor didactice (cancelaria) și atelierul de lucru, despărțite printr-un hol lung și destul de încăpător care servea copiilor pentru repaus și joc pe timp de iarnă sau vreme rea, în acest hol desfășurându-se și orele de educație fizică până după 1980. Concomitent cu edificarea noului local de școală, în imediata apropiere a sa, pe un teren dăruit de conducerea comunei Burdujeni, se construiește o casă încăpătoare (cu sufragerie, două dormitoare, bucătărie, hol la intrare și beci de piatră dedesubt), iar alături șură pentru animale și depozit pentru lemne de foc. Această casă are rolul de locuință pentru directorul școlii.

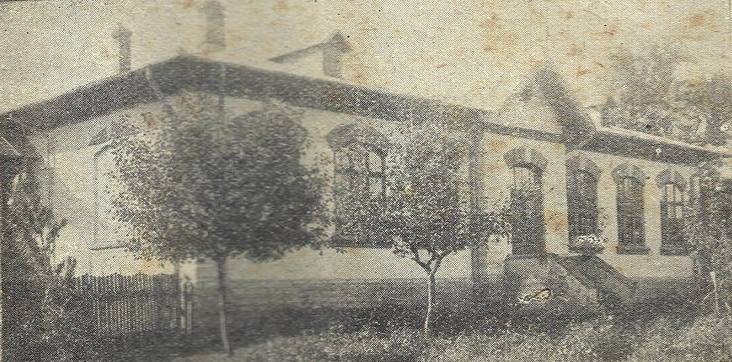
Școala Primară Mixtă nr. 2 din Burdujeni-Sat

Încă de la înființare, din 1912, în școală își desfășoară activitatea patru clase ce acoperă învățământul primar obligatoriu, iar mai târziu se constituie încă trei clase, dedicate cursurilor de nivel gimnazial. În anul 1956 Burdujeniul este încorporat drept cartier al orașului Suceava, iar vechea „școală din sat” devine Școala nr. 6 din Suceava. În prezent, unitatea poartă denumirea oficială de Școala Gimnazială nr. 6 Suceava.
După ce directorului nu i s-a mai impus să locuiască în casa de pe lângă școală, spațiile acesteia au găzduit mai întâi grădinița cu program normal, pentru o singură grupă de copii, apoi în trei dintre camerele casei au funcționat mult timp clase de elevi. Grădinița a fost mutată într-un imobil de pe strada Plevnei, apoi într-unul de pe strada Lev Tolstoi. După revendicarea acestuia din urmă de către proprietari, cele trei grupe de copii preșcolari își desfășoară activitatea în fosta locuință a directorului școlii, în prezent fiind considerată parte componentă a ansamblului școlii.
După 1970, ca urmare a creșterii numărului de copii din Burdujeni-Sat, se impune mărirea spațiului de școlarizare. Primăria Suceava, la solicitarea Inspectoratului Școlar Județean, aprobă ridicarea unui nou local de școală, lângă cel vechi, cu intrare din strada Crângului. Acesta cuprinde patru săli de clasă, un laborator de fizică-chimie și unul de biologie. La parter se mai află cancelaria (ulterior transformată în sală pentru arhiva școlii), iar la etaj o cameră pentru pionieri. Mai târziu, în trei dintre sălile de clasă sunt deschise cabinete pentru limba și literatura română, matematică, respectiv istorie și geografie. Între 1972–1974 este construit și dotat cu materialele necesare atelierul pentru pregătirea practică a băieților. În anul școlar 1975–1976, lângă atelier, sunt construite două încăperi pentru depozitarea mobilierului vechi și combustibilului pentru încălzirea școlii (cărbune și lemn de foc). Astăzi, una din aceste încăperi este amenajată pentru a servi ca sală de lectură și bibliotecă.
Procesul de învățământ s-a desfășurat mult timp în două schimburi: clasele I–IV, dimineață, iar clasele V–VIII, după-amiază. Efectivele cele mai mari de elevi se înregistrează în perioada 1970–1990 și mai ales după 1980, când sunt școlarizați aici inclusiv elevi din clasele a IX-a și a X-a, mai exact cei care nu trec examenul de admitere la liceu (denumit în acea perioadă „treapta întâi”). După anul 1989, numărul de copii din școală scade treptat, ajungându-se ca învățământul să se desfășoare într-un singur schimb. Între 1990–2000, aici funcționează în fiecare an două clase de ucenici, în specializările tinichigerie auto și broderie-croitorie.
La nivelul anului școlar 2021–2022, în cadrul instituției învață aproape 200 de elevi: 113 în clasele primare și 83 în cele de gimnaziu. Acestora li se adaugă 126 de preșcolari distribuiți celor trei grădinițe cu program normal ce fac parte din structura unității școlare. Procesul educațional este coordonat de 24 de cadre didactice, în timp ce alți 5 angajați lucrează ca personal auxiliar.

## Dotări
Activitatea Școlii Gimnaziale nr. 6 din Burdujeni-Sat se desfășoară în patru corpuri de clădire. Cel mai vechi este corpul A, ridicat între 1911–1912, pe drumul ce duce spre Dorohoi și lângă biserica ctitorită în 1851 de arhimandritul Filaret Scriban. Clădirea cu un singur nivel are aspectul unei școli rurale, urmând o arhitectură standard pentru edificiile de acest gen ridicate la sfârșitul secolului al XIX-lea și începutul secolului al XX-lea în satele din Vechiul Regat. Ferestrele sunt mari, boltite în partea superioară, deasupra lor existând elemente decorative în relief. Un singur accent arhitectural apare la mijlocul fațadei dinspre strada 22 Decembrie, un ușor decroș ce se termină în partea superioară cu un modul triunghiular, spărgând monotonia acoperișului în patru ape. Inițial, decroșul punea în evidență intrarea principală, înainte ca aceasta să fie mutată pe latura sudică, unde se găsește și în prezent. Clădirea reprezintă al patrulea cel mai vechi imobil din municipiul Suceava în care actualmente funcționează unități de învățământ și al doilea cel mai vechi din cartierul Burdujeni (după fostul sediu al Școlii Gimnaziale nr. 5 „Jean Bart”, în prezent concesionat de Liceul Tehnologic „Virgil Madgearu”).
Corpul A al Școlii nr. 6 are o suprafață de 447 de metri pătrați, în interior fiind compartimentat astfel: două săli de clasă, un laborator de informatică, cancelarie, cabinet director, secretariat și sală de gimnastică. Corpul B, construit după 1970 și având 578 de metri pătrați, cuprinde alte cinci săli de clasă și un laborator de fizică-chimie. Corpul C, reprezentat de fosta locuință a directorului, este destinat grădiniței cu program normal. În 2022 este finalizată construcția unui corp nou. Acesta poate asigura condiții optime de derulare a procesului educațional pentru 60 de preșcolari. Curtea unității este prevăzută cu terenuri pentru practicarea sportului, iar biblioteca are un fond de peste 6.700 de volume.

## Imagini

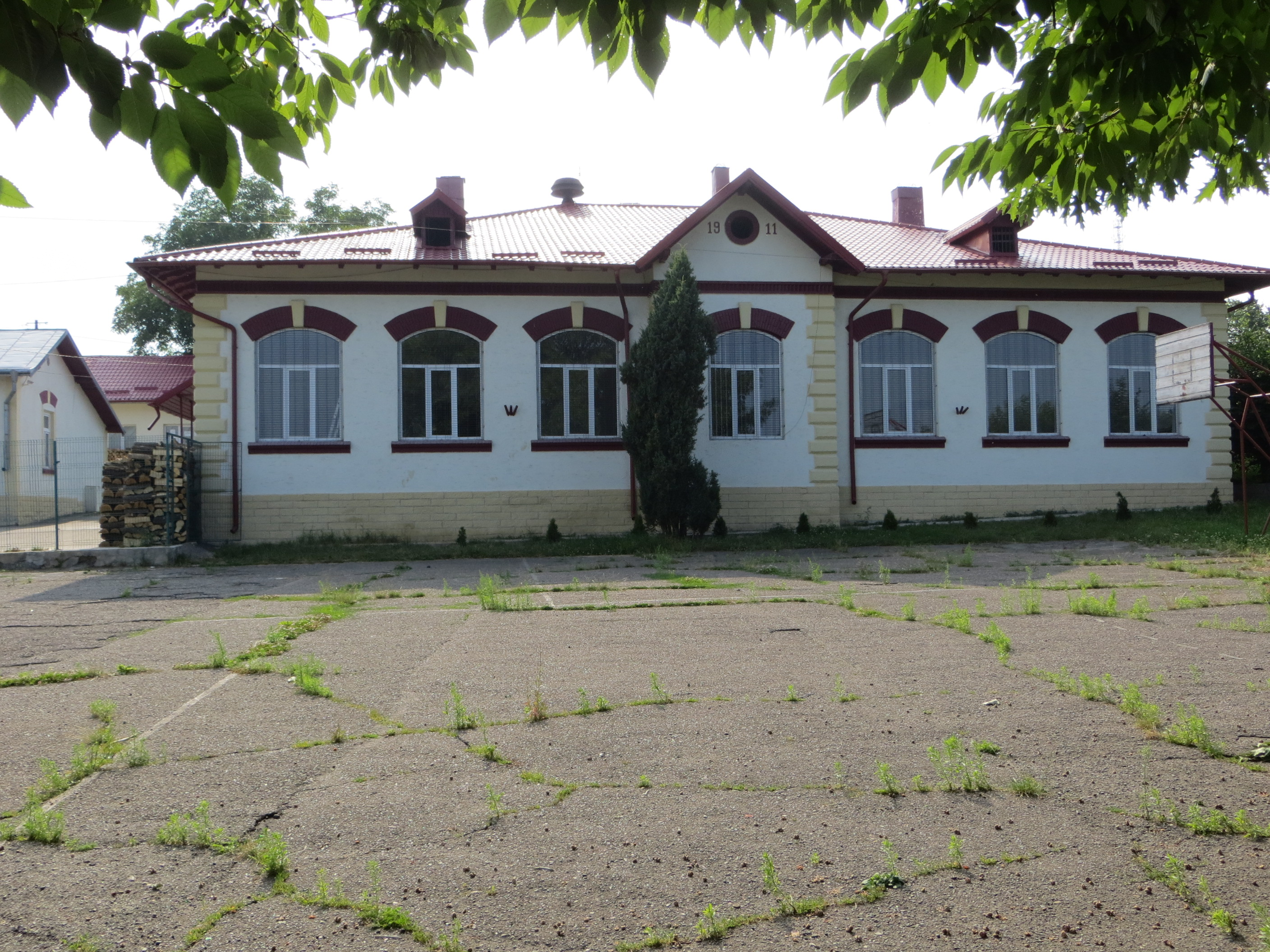
Școala Gimnazială nr. 6 din Suceava – corpul A
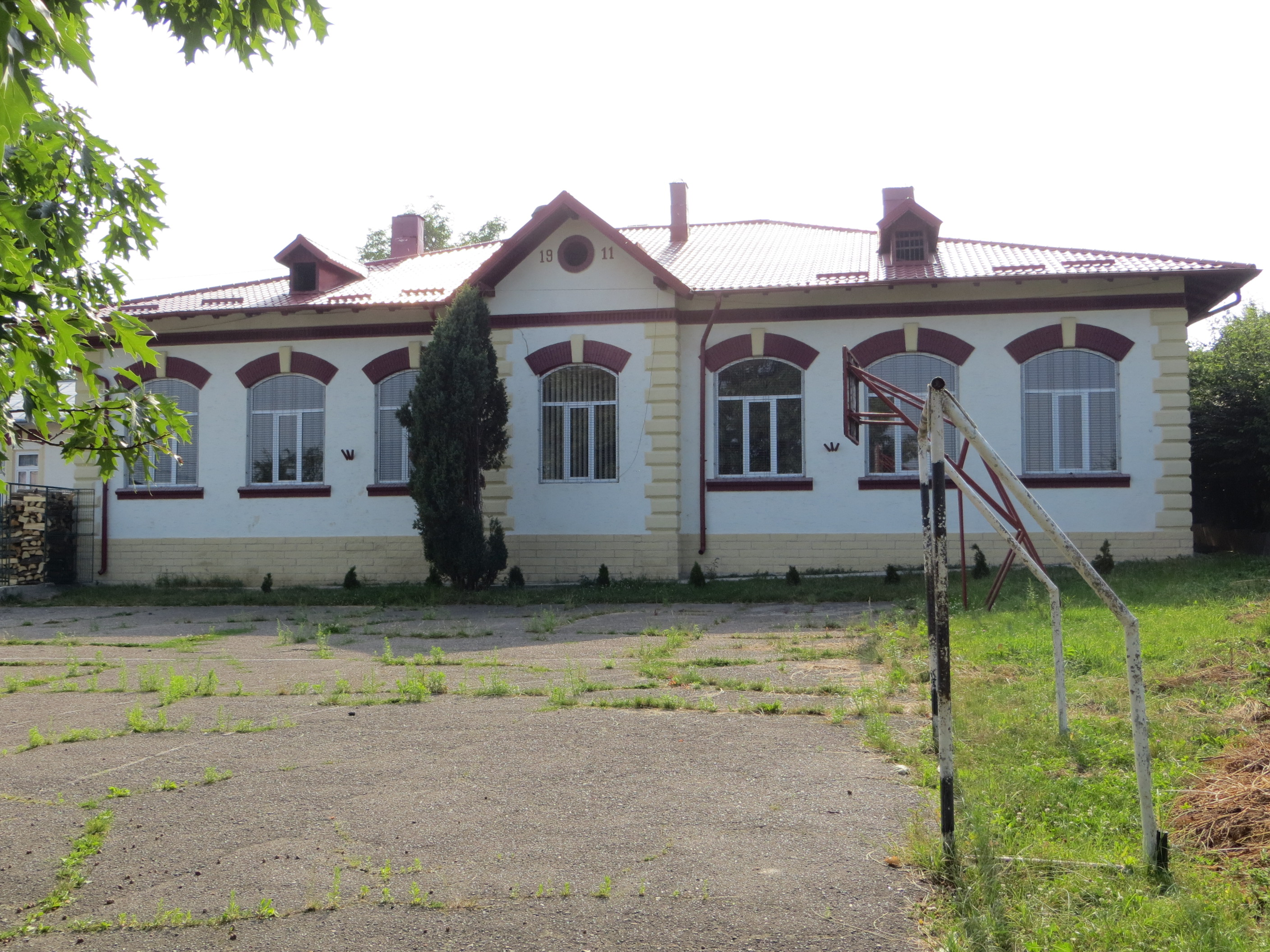
Școala Gimnazială nr. 6 din Suceava – corpul A
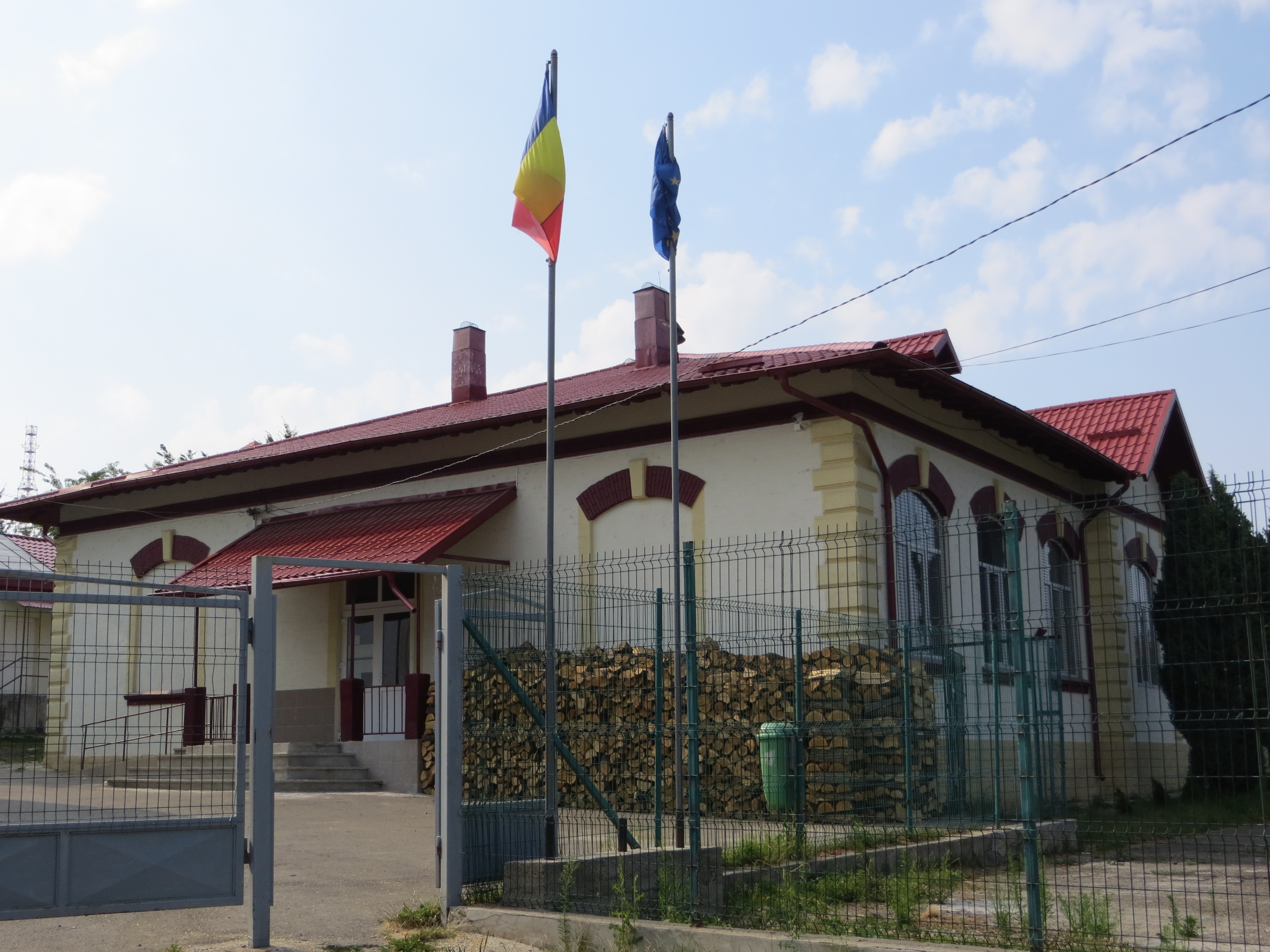
Intrarea principală în corpul A al școlii
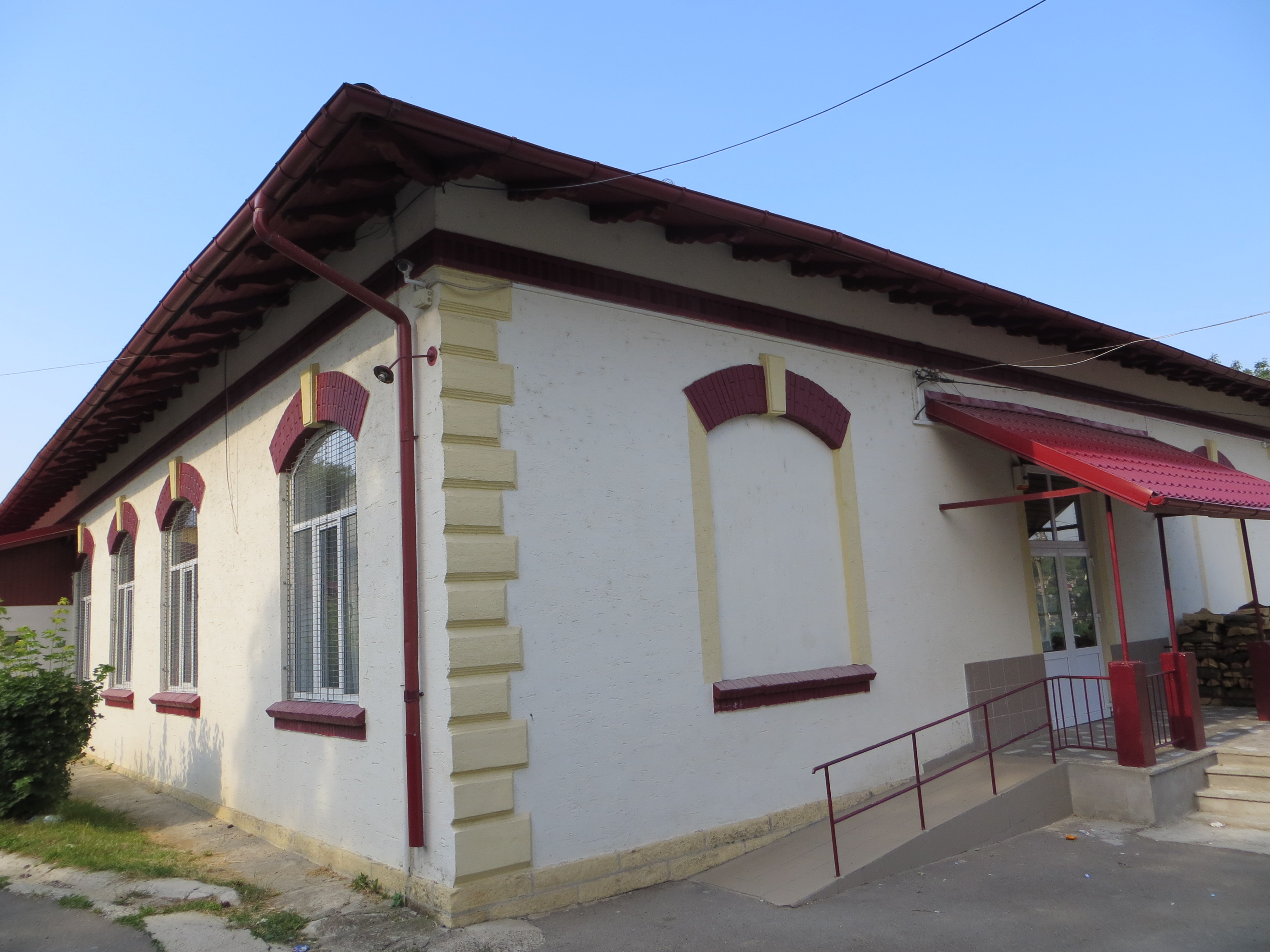
Intrarea principală în corpul A al școlii

## Legături externe
- Materiale media legate de Școala Gimnazială nr. 6 din Suceava la Wikimedia Commons
- Site oficial Școala Gimnazială nr. 6 Suceava